# ادوارد گیلورد
ادوارد گیلورد (انگلیسی: Edward Gaylord؛ ‏ ۲۸ مهٔ ۱۹۱۹ – ۲۷ آوریل ۲۰۰۳) نظامی و کارآفرین اهل ایالات متحده آمریکا بود، که در سال ۱۹۲۵ شرکت رایمن را تأسیس کرد.